# 模式匹配
在计算机科学中，模式匹配是检查给定记号序列中，是否存在某种模式的组成部分的行为。与模式识别相反，匹配通常必须是精确的。模式通常具有序列或树状结构的形式。模式匹配的用途包括：输出一个模式在一个记号序列中的位置（如果有的话），输出匹配模式的一些组成部份，以及用一些其他的记号序列替换匹配模式（即搜索和替换）。

## 概述
在一些编程语言中，模式被用作一种通用工具，基于数据的结构来处理数据，包括C#、 F#、Haskell、ML、Python、Ruby、Rust、Scala、Swift、仓颉和Mathematica的符号式Wolfram语言，它们拥有表达树状结构的特殊语法，和基于它的条件执行和值检索的语言构造。
编程之时经常可以给出逐个尝试的交替式模式，它产生强力的条件编程构造。模式匹配有时包括对守卫子句的支持。
字符序列也就是字符串，经常使用正则表达式来描述，并使用像回溯这样的技术来进行匹配。解析算法经常依赖模式匹配来将字符串变换成语法树。

## 历史
具有模式匹配构造的早期编程语言包括：COMIT（1957年）、SNOBOL（1962年）、具有树状模式的Refal（1968年）、Prolog（1972年）、SASL（1976年）、NPL（1977年）和KRC（1981年）。
很多文本编辑器支持各种的模式匹配：支持正则表达式查找的QED编辑器，和在查找中支持OR运算的某些版本的TECO。计算机代数系统一般支持在代数表达式上的模式匹配。

## 简单模式
在模式匹配中，最简单的模式是一个明确的值或一个变量。例如，考虑采用Haskell语法的一个简单函数，这里函数参数不放在圆括号内但用空白分隔，=不是赋值而是定义：
```
f
 
0
 
=
 
1

```

这里的0是一个单一值模式。只要f被给予0作为参数，这个模式就匹配，并且函数返回1。对于任何其他参数，匹配失败，因而这个函数也失败。因为在函数定义中，语法上支持交替式模式，可以继续将定义扩展为接受更一般性的参数：
```
f
 
n
 
=
 
n
 
*
 
f
 
(
n
-
1
)

```

这里的第一个n是单一变量模式，它绝对的匹配任何参数，并将它绑定到名字n，而用在定义的余下部份之中。在Haskell中（至少不似Hope），模式被依次尝试，所以第一个定义仍适用于输入是0的非常特殊情况，而对于任何其他参数，函数返回n * f (n-1)，具有n是为参数。
通配符模式（通常写为_）也是简单的：就像一个变量名字，它匹配任何值，但是不把这个值绑定到任何名字。在简单字符串匹配情况下的匹配通配符算法，已经发展出很多递归和非递归的变体。
在Haskell中，下面的代码定义了一个代数数据类型Color，它有一个单一的数据构造子ColorConstructor，包装一个整数和一个字符串：
```
data
 
Color
 
=
 
ColorConstructor
 
Integer
 
String

```

例如，要得到Color类型的整数部份的一个函数可以写为：
```
integerPart
 
(
ColorConstructor
 
theInteger
 
_
)
 
=
 
theInteger

```

要得到字符串部份：
```
stringPart
 
(
ColorConstructor
 
_
 
theString
)
 
=
 
theString

```

这些函数可以通过Haskell的数据记录语法自动创建。
模式匹配还可应用来过滤特定结构的数据。例如，在Haskell中可以使用列表推导式进行这种过滤：
```
data
 
ABint
 
=
 
A
 
Int
 
|
 
B
 
Int

[
A
 
x
|
A
 
x
 
<-
 
[
A
 
1
,
 
B
 
1
,
 
A
 
2
,
 
B
 
2
]]

```

求值结果为：
```
[
A
 
1
,
 
A
 
2
]

```

## 序列模式
从上述原始模式，可以建造更加复杂的模式，通常采用的方式，相同于通过组合其他值来建造值。区别在于，具有变量和通配符部份，模式不建造成一个单一值，而是匹配一组值，它们是具体元素和允许在模式结构内变化的元素的组合。
在Haskell和一般的函数式编程语言中，列表是主要数据结构，它通常被定义为一种典型的代数数据类型：
```
data
 
List
 
a
 
=
 
Nil
 
|
 
Cons
 
a
 
(
List
 
a
)

```

Cons是构造（construct）的简写。很多语言针对以这种方式定义的列表提供特殊语法。例如，Haskell和ML，分别将[]用于Nil，:或::用于Cons，并将方括号用于整个列表。所以Cons 1 (Cons 2 (Cons 3 Nil))通常在Haskell中写为1:2:3:[]或[1,2,3]，在OCaml中写为1::2::3::[]或[1;2;3]。
列表被定义为空列表，或一个元素构造在一个现存的列表上。在Haskell语法下写为：
```
[]
 
-- 空列表

x
:
xs
 
-- 元素x构造在列表xs之上

```

具有一些元素的一个列表的结构，就是element:list。在模式匹配的时候，断定特定部份的数据等于特定模式。例如，在如下函数中：
```
head
 
(
element
:
list
)
 
=
 
element

```

这里断定了head的实际参数的第一个元素被称为element，并且这个函数返回这个元素。之所以知道它是第一个元素的，是因为列表的定义方式，它是一个单一元素构造在一个列表之上，这个单一元素必定是第一个元素。空列表根本不匹配这个模式，因为空列表没有头部（要构造的第一个元素）。
在这个例子中，我们没有用到list，可以漠视它，而将函数写为：
```
head
 
(
element
:
_
)
 
=
 
element

```

## 树状模式
树状模式一般用来匹配由递归数据类型生成的复杂的树状结构，比如编程语言抽象语法树。它通过开始于一个节点，指定某些分支以及节点，并且通过变量或通配符留下一些不指定，来描述一个树的一部份。
下面是在OCaml下，定义一个红黑树和在元素插入后再平衡的函数的例子：
```
type
 
color
 
=
 
Red
 
|
 
Black

type
 
'
a
 
tree
 
=
 
Empty
 
|
 
Tree
 
of
 
color
 
*
 
'
a
 
tree
 
*
 
'
a
 
*
 
'
a
 
tree

let
 
rebalance
 
t
 
=
 
match
 
t
 
with

    
|
 
Tree
 
(
Black
,
 
Tree
 
(
Red
,
 
Tree
 
(
Red
,
 
a
,
 
x
,
 
b
),
 
y
,
 
c
),
 
z
,
 
d
)

    
|
 
Tree
 
(
Black
,
 
Tree
 
(
Red
,
 
a
,
 
x
,
 
Tree
 
(
Red
,
 
b
,
 
y
,
 
c
)),
 
z
,
 
d
)
                                  
    
|
 
Tree
 
(
Black
,
 
a
,
 
x
,
 
Tree
 
(
Red
,
 
Tree
 
(
Red
,
 
b
,
 
y
,
 
c
),
 
z
,
 
d
))

    
|
 
Tree
 
(
Black
,
 
a
,
 
x
,
 
Tree
 
(
Red
,
 
b
,
 
y
,
 
Tree
 
(
Red
,
 
c
,
 
z
,
 
d
)))

        
->
  
Tree
 
(
Red
,
 
Tree
 
(
Black
,
 
a
,
 
x
,
 
b
),
 
y
,
 
Tree
 
(
Black
,
 
c
,
 
z
,
 
d
))

    
|
 
_
 
->
 
t
 
(* the 'catch-all' case if no previous pattern matches *)

```

## 字符串模式
迄今最常用形式的模式匹配涉及字符串。在很多编程语言中，使用特定的字符串语法来表示正则表达式，它是描述字符串的模式。
在Haskell中，如下模式匹配有两个字符并且开始于'a'的字符串:
```
[
'a'
,
 
_
]

```

可以介入符号式实体，来表示一个字符串的很多不同类的有关特征。在Haskell中，可以使用守卫来进行匹配：
```
[
letter
,
 
digit
]
 
|
 
isAlpha
 
letter
 
&&
 
isDigit
 
digit

```

它将匹配首个字符是一个字母，接着的是一个数字的字符串。
符号式字符串操纵的主要好处，是它可以与编程语言的其余部份完全的集成，而非成为一个独立的、专用的子单元。这个语言的整体能力，可以放大到建造模式自身，或分析和变换包含它们的程序。

## Python的模式匹配

### 定义
在Python版本3.10中，模式匹配的语法应该是：
```
match
 
subject
:

    
case
 
<
pattern_1
>
:

        
<
action_1
>

    
case
 
<
pattern_2
>
:

        
<
action_2
>

    
case
 
<
pattern_3
>
:

        
<
action_3
>

    
case
 
_
:

        
<
action_wildcard
>

```

其中 subject表示原始数据，<pattern_*>表示不同模式，_表示通配符，如果在上文中没有找到精确匹配的对象，将会使用通配符。如果一个模式匹配没有精确匹配上且没有通配符，整个语句不做任何作用（no-op）。

### 例子
在Python版本3.10中：
```
def
 
http_error
(
status
):

    
match
 
status
:

        
case
 
400
:

            
return
 
"Bad request"

        
case
 
404
:

            
return
 
"Not found"

        
case
 
418
:

            
return
 
"I'm a teapot"

        
case
 
_
:
         
#省略此行及下一行以创造一个没有通配符的模式匹配

            
return
 
"Something's wrong with the Internet"

```

如果省略最后两行，当status为500时什么都不会发生。
同理，模式匹配也可用于class中：
```
class
 
Point
:

    
x
:
 
int

    
y
:
 
int

def
 
location
(
point
):

    
match
 
point
:

        
case
 
Point
(
x
=
0
,
 
y
=
0
):

            
print
(
"Origin is the point's location."
)

        
case
 
Point
(
x
=
0
,
 
y
=
y
):

            
print
(
f
"Y=
{
y
}
 and the point is on the y-axis."
)

        
case
 
Point
(
x
=
x
,
 
y
=
0
):

            
print
(
f
"X=
{
x
}
 and the point is on the x-axis."
)

        
case
 
Point
():

            
print
(
"The point is located somewhere else on the plane."
)

        
case
 
_
:

            
print
(
"Not a point"
)

```

和其他语言中的模式匹配一样，Python中也可以在匹配的语句中使用通配符：
```
match
 
test_variable
:

    
case
 
(
'warning'
,
 
code
,
 
40
):

        
print
(
"A warning has been received."
)

    
case
 
(
'error'
,
 
code
,
 
_
):

        
print
(
f
"An error 
{
code
}
 occurred."
)

```

## 引用
1. ↑  .   [2022-02-18]. （原始内容存档于2021-05-13）.
2. ↑  .   [2022-02-18]. （原始内容存档于2022-06-27）.
3. ↑  .   [2022-02-18]. （原始内容存档于2022-03-19）.
4. ↑  . docs.python.org.   [2021-07-06]. （原始内容存档于2022-06-29）.
5. ↑  . docs.ruby-lang.org.   [2021-07-06]. （原始内容存档于2021-12-04）.
6. ↑  .   [2022-02-18]. （原始内容存档于2022-05-28）.
7. ↑  . Scala Documentation.   [2021-01-17]. （原始内容存档于2022-06-08）.
8. ↑  .   [2022-02-18]. （原始内容存档于2022-06-12）.
9. ↑  张磊. . 清华大学出版社. 2024. ISBN 9787302616597.
10. ↑  Turner, D. A.  (PDF).   [2022-02-18]. （原始内容 (PDF)存档于2020-04-15）. John Darlington’s NPL, “New Programming Language”, developed with Burstall in the period 1973-5, replaced case expressions with multi-equation function definitions over algebraic types, including natural numbers, e.g.
fib (0) <= 1
fib (1) <= 1
fib (n+2) <= fib (n+1) + fib (n)
Darlington got this idea from Kleene’s recursion equations.
11. ↑  Turner, D. A.  (PDF).   [2022-02-18]. （原始内容 (PDF)存档于2020-04-15）. Miranda had, instead of conditional expressions, conditional equations with guards. Example:
sign x = 1, if x>0
       = -1, if x<0
       = 0, if x=0
Combining pattern matching with guards gives a significant gain in expressive power. Guards of this kind first appeared in KRC, “Kent Recursive Calculator”(Turner 1981, 1982), a miniaturised version of SASL which I designed in 1980–81 for teaching.
12. ↑  Warth, Alessandro, and Ian Piumarta. "OMeta: an object-oriented language for pattern matching （页面存档备份，存于）." Proceedings of the 2007 symposium on Dynamic languages. ACM, 2007.
13. ↑  Knuth, Donald E., James H. Morris, Jr, and Vaughan R. Pratt. "Fast pattern matching in strings." SIAM journal on computing 6.2 (1977): 323-350.
14. ↑  Joel Moses, "Symbolic Integration", MIT Project MAC MAC-TR-47, December 1967
15. ↑  Cantatore, Alessandro. . 2003  [2022-02-18]. （原始内容存档于2020-10-11）.
16. 1 2  . docs.python.org.   [2021-06-17]. （原始内容存档于2021-06-29）.